# Резекненский 9-й пехотный полк

2-я рота пулемётчиков 9-го Резекненского пехотного полка отправляется на учения по Большой Лудзенской улице (Фото из архива Латгальского культурно-исторического архива

Создатель полка Людвиг Болштейн

Латвийский Резекненский 9-й пехотный полк (латыш. 9. Rēzeknes kājnieku pulks) — пехотный полк Латвийской армии входящей в Латгальскую дивизию. Резекненский 9-й пехотный полк был сформирован 9 августа 1919 года. Создатель полка генерал Людвиг Болштейн.
Командир полковник Цеплитис. В личном составе полка было 156 кавалеров Ордена Лачплесиса. Солдаты полка приняли участие в боях за освобождение Латвии, особым героизмом отличились в сражениях в Юрмале. Полк участвовал в военных парадах 18 ноября. Ликвидирован в 1940 году. Печати полка были ликвидированы 6 декабря, а 24 декабря 1940 года закончила работу ликвидационная комиссия.